# Fontana del Mascherone (Spoleto)
La fontana del Mascherone, nota anche come fonte di San Simone, è una fontana di Spoleto, in piazza Bernardino Campello, addossata al muro in prossimità della duecentesca ex chiesa dei Santi Simone e Giuda.

## Descrizione e storia
Deve il suo nome allo strano volto, dai tratti un po' umani e un po' felini, posto al centro di una ampia edicola. È scolpito in pietra e coronato d'alloro; forse rappresenta una divinità pagana, dall'espressione tragica e beffarda, ma al contempo simpatica. Dall'enorme bocca deforme esce un grande getto d'acqua che si riversa a cascata in tre vasche successive.
L'edicola reca in alto un'iscrizione datata 1736: 
Clemente XII P.O.M.

quod

Ludovico De Valentibus patric Spolet

proton apost et fidei promot

rogante

aquaeductum vetustate dehiscentem

singulari munificentia

publicae commoditati restituerit

provido beneficentissimo principi

S.P.Q.S.

Il testo ricorda solennemente un evento storico, il generoso intervento di papa Clemente XII circa il restauro, sollecitato da monsignor Ludovico Valenti, dell'antico acquedotto di Spoleto, che sboccava in piazza provenendo da Cortaccione, attraversava il Ponte delle Torri per poi diramarsi e raggiungere pozzetti e condutture cittadine. Forse in tale occasione avvenne anche il restauro della fontana che fungeva da Castellum Aquae, cioè da punto di distribuzione dell'acqua potabile. 

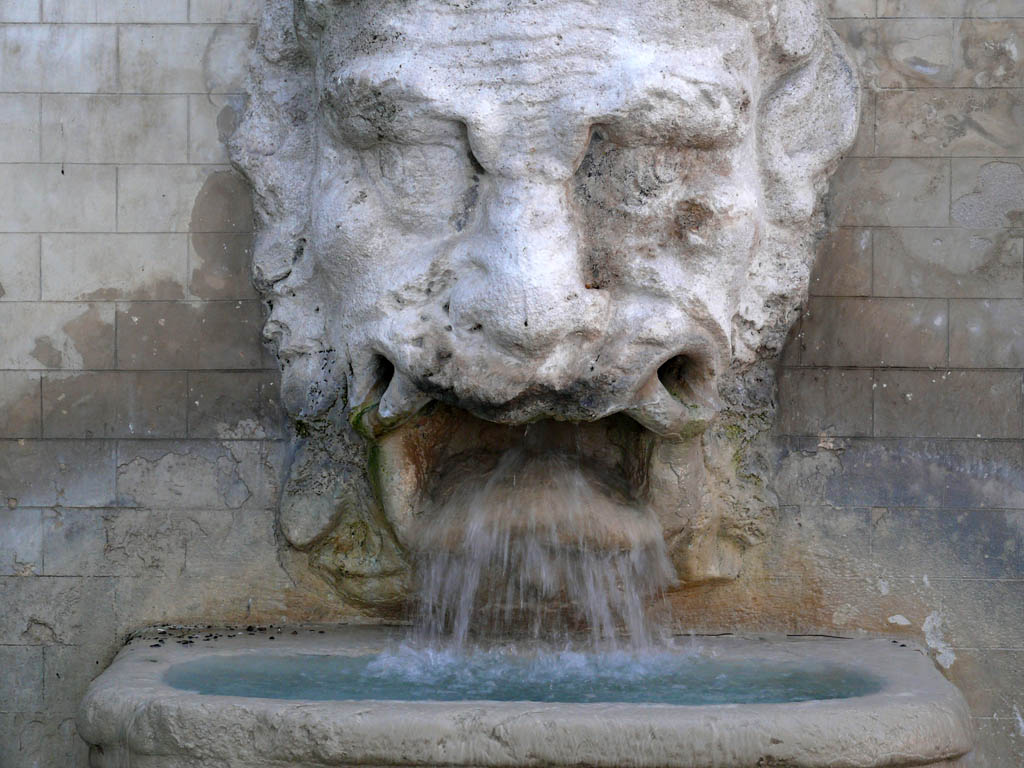
Il Mascherone

La fontana attuale è frutto di un rifacimento avvenuto nel 1608 su disegno di un pittore, Emanuele Crise, che per la sua opera ricevette due scudi di compenso. Ha quindi sostituito una preesistente fonte pubblica già presente in piazza fin dal medioevo. Alcuni documenti inoltre ci fanno sapere che era ubicata presso la chiesa di San Cesario, edificio scomparso già prima del 1525, e ci informano di lavori di manutenzione posti in opera nel 1428 e nel 1498.
Da un sonetto del 1670 circa, inserito in un manoscritto dal titolo Deliri degli Ottusi, scritto a cura dell'Accademia degli Ottusi, risulta che la fontana già allora fosse nella forma attuale.
L'aspetto complessivo della fontana rimanda a due diverse fasi di costruzione: l'edicola settecentesca comprende infatti elementi di carattere seicentesco come il mascherone e la vasca più piccola, forse un ex sarcofago, elementi di spoglio, probabilmente appartenuti alla preesistente fontana.
Sul lato destro è collocata una fontanella anch'essa sovrastata da un'iscrizione latina, datata 1642, forse appartenente all'originaria fontana. Un'altra piccola lapide reca la scritta, "bibe viator" ("bevi, viaggiatore"), un sollecito probabilmente rivolto ai viandanti in cammino verso la Rocca Albornoziana. 

Nel 1817 la fontana fu circondata da una cancellata di ferro per impedire che vi si abbeverassero gli animali dei "montagnoli" che entravano in città. La balaustra, ad aste lanceolate, fu poi rimossa e utilizzata a protezione dell'abside della chiesa di San Gregorio, dove ancora si trova.

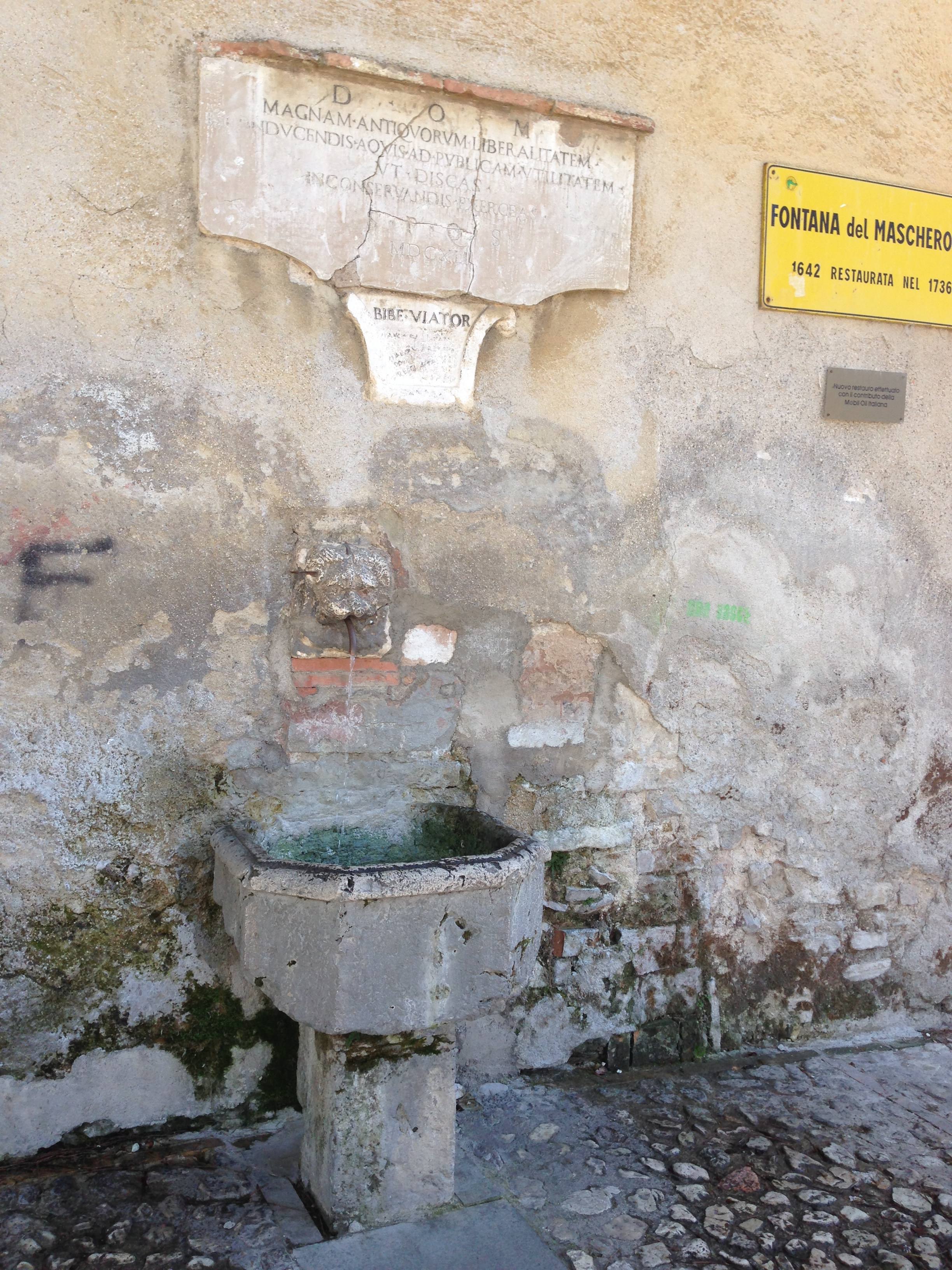
Fontanella laterale

Nel 2012 è stata completamente restaurata dalla CooBeC-Cooperativa beni culturali di Spoleto a spese del comune. Un precedente restauro a cura dell'associazione Amici di Spoleto e della Mobil Oil Italiana, risale alla fine degli anni settanta.